# AH Волка
AH Волка (лат. AH Lupi) — одиночная переменная звезда в созвездии Волка на расстоянии (вычисленном из значения параллакса) приблизительно 11015 световых лет (около 3377 парсека) от Солнца. Видимая звёздная величина звезды — от +16m до +11,2m.

## Характеристики
AH Волка — красная пульсирующая переменная звезда, мирида (M) спектрального класса Me.